# سيرافالي بيستويزي
سيرافالي بيستويسي هي بلدية تاريخية في مقاطعة بيستويا في إقليم توسكانا الإيطالي ،تقع على الحدود بين فالدينييفول و المنطقة المسطحة لبيستويا و براتو و فلورنسا. وتقع على بعد حوالي 35 كيلومتر (22 ميل) شمال غرب فلورنسا وحوالي 8 كيلومتر (5 ميل) جنوب غرب بيستويا .

## التاريخ
كانت المستوطنة الأصلية تتكون من مخروطين، مخروط سانتا ماريا ومخروط نيفولي، وقد تم بناء القلعة من قبل لوتشيسي الجديد في عام (1302). كاستروم الحديث في جرد قديم لأصول مدينة بستويا يعود تاريخه إلى حوالي عام (1380) ، وهذه الوثيقة مدرجة في Castrum Serravalle مع Walls Tribus سبتمبر موراتيس حوالي ونائب الرئيس يناير.
و في النصف الثاني من القرن السادس عشر ،أصبحت مقرًا لعائلة ميديشي، و ربطت اسمها بتاريخ عائلي فلورنسي مهم بفضل كوزيمو الأول دي ميديشي.

## المعالم السياحية الرئيسية

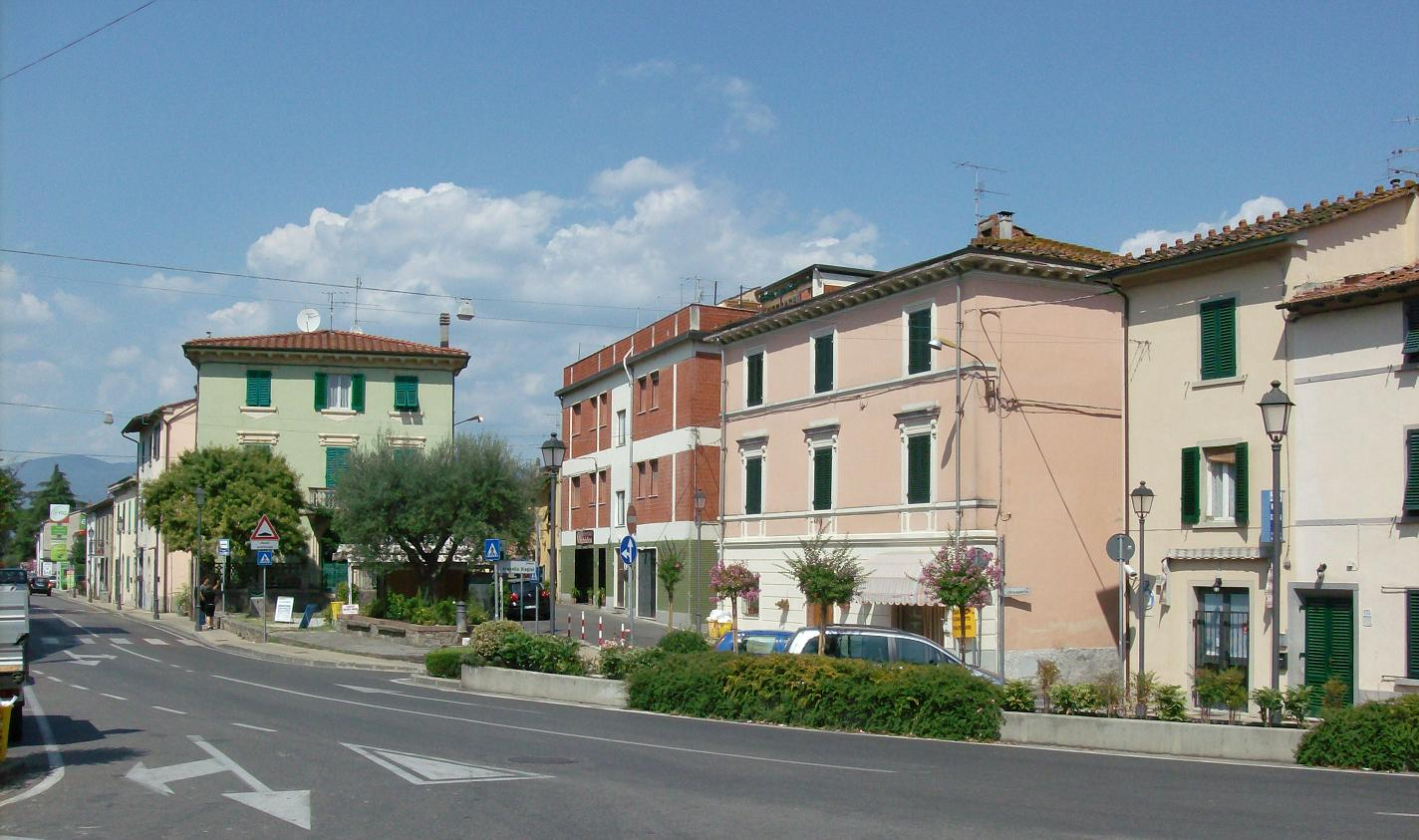
وسط مدينة كانتاغريلو، إحدى مناطق بلدية سيرافالي بيستويزي

من المعالم السياحية الرئيسية في سيرافالي بيستويسي :
- كنيسة سان ميشيل أركانجيلو ، ويضم المتحف معجزة القديس بليز التي تعود إلى القرن الرابع عشر وثلاثية للسيدة العذراء مع الطفل والقديسين (1438) ، من تصميم بارتولوميو دي أندريا بوكي.
- برج بارباروسا (لومباردي)
- كنيسة سانتو ستيفانو
- مصلى سان روكو وسان سيباستيانو ، مع جزء من زخرفة جدارية تعود إلى القرن الرابع عشر
- كنيسة القديس بطرس، في منطقة كازالجويدي ، ويضم بعض اللوحات التي يعود تاريخها إلى القرن السادس عشر.
- روكا نوفا ، أو روكا دي كاستروتشيو ، قلعة من القرون الوسطى.

## المدن التوأم
سيرافالي بيستويسي توأمة مع:
- أوزيرتشي، فرنسا
- جرافينورث، النمسا

### التقاليد
تحتفل سيرافالي بيستويسي بحدثين مرتبطين في ماضي العصور الوسطى ، والذي ميز تاريخ هذه المدينة التوسكانية .
معجزة القديس لودوفيكو، يوم القديس الراعي المخصص للقديس الذي أنقذ الدينة لأول مرة اثناء حصار لوكا في عام 1306. أحد أطول التقاليد المرتبطة بالثقافة المسيحية التي تعود إلى سبعة قرون .

## الروابط الخارجية:
- الموقع الرسمي
- Proloco official website